# 甘南紫堇
甘南紫堇（学名：Corydalis sigmantha），为罂粟科紫堇属下的一个种。

## 扩展阅读
維基物種上的相關：甘南紫堇